# Ricky Seals-Jones
Ricky Seals-Jones (Houston, 15 marzo 1995) è un giocatore di football americano statunitense tight end dei New York Giants.

## Caratteristiche tecniche
Pur avendo giocato prevalentemente come wide receiver in gioventù, a partire dalla prima annata ai Cardinals viene impiegato come tight end.

## Carriera

### Carriera collegiale
In gioventù frequenta la Sealy High School di Sealy, Texas, dove ha anche modo di praticare la pallacanestro, venendo peraltro incluso nella squadra all-American 2013 stilata da Parade. Trascorre quindi gli anni universitari presso la Texas A&M University, militando come wide receiver per gli Aggies.
Dopo appena due gare, conclude anzitempo la stagione 2013 a causa di un grave infortunio. Torna a giocare con regolarità nel 2014 come redshirt freshman, coronandola con il successo al Liberty Bowl 2014. Si riconferma nelle due annate successive, accumulando al termine dell'esperienza collegiale un referto di 123 ricezioni in 34 partite e 10 touchdown, con una media di 11,7 yard percorse a ricezione.
Nella primavera 2017 rinuncia al suo redshirt senior year per potersi candidare al Draft NFL 2017.

### Carriera professionistica

#### Arizona Cardinals e Cleveland Browns
Dopo aver mancato la selezione al Draft, il 2 maggio 2017 si accasa agli Arizona Cardinals, intraprendendo un percorso di preparazione atletica per l'inedito ruolo di tight end. Inizialmente inserito nella practice squad, il 25 settembre 2017 viene promosso alla rosa attiva, complice un infortunio alle costole di Jermaine Gresham; nello stesso giorno debutta tra i professionisti nel match di week 3 contro i Dallas Cowboys, venendo inserito nello special team. Nel week 11 è autore dei suoi primi due touchdown in NFL, che non prevengono tuttavia la sconfitta contro gli Houston Texans (31-21).
Riconfermato per il 2018, pur da riserva gioca con continuità. Il 31 agosto 2019 viene messo sul mercato. Il 1º settembre 2019 viene ingaggiato dai Cleveland Browns. Nell'annata trascorsa in Ohio si distingue per la realizzazione di quattro touchdown su ricezione, di cui due proprio a danno dei Cardinals, in week 15.

#### Kansas City Chiefs e Washington Commanders
Rimasto free agent, il 9 aprile 2020 viene ingaggiato dai Kansas City Chiefs come tight end di riserva, con accordo annuale. Debutta con gli allora detentori in carica del Super Bowl nel match di week 6 vinto contro i Buffalo Bills. Termina la regular season con solamente due presenze all'attivo, venendo quindi messo sul mercato il 2 gennaio 2021 per essere poi reintegrato prima nella practice squad, poi nella prima squadra pochi giorni dopo. Conclude la stagione fregiandosi della conquista del titolo di campione dell'AFC 2020.
Nuovamente free agent, il 25 maggio 2021 viene ufficializzato il suo ingaggio da parte dei Washington Commanders. Ritrova continuità prestazionale con la nuova formazione, accumulando due touchdown e una media di 9,03 yard percorse a ricezione in 11 apparizioni stagionali.

#### New York Giants
Il 18 marzo 2022 sottoscrive un accordo annuale con i New York Giants.

## Palmarès
- American Football Conference Championship: 1

Kansas City Chiefs: 2020